# 秋水火箭戰鬥機

秋水火箭戰鬥機，是二战末期日本以纳粹德國Me 163戰鬥機为模板生产的火箭動力飛機，由大日本帝國海軍和大日本帝国陆军共同研制。该機除发动机由大日本帝国陸軍負責仿製以外，其它部分均由大日本帝国海军负责研发。研制工程完成后，大日本帝国海军方面对其赋予代号为J8M，而大日本帝国陆军则赋予其代号Ki-200。
1943年12月17日，日本伊-29號潛艇装载217噸錫、橡膠等戰略物資從新加坡出發，于次年3月11日到達當時由德軍佔領的法国洛里昂港。日本方面通过這些物资与德國人换取了Me 163战斗机的實物和有關文件（圖紙、使用說明書和發動機燃料的化工资料），并让其与海军航空技术厂的嚴谷英一技術中佐一起乘坐伊-29號回國。1944年7月14日，伊-29號到达新加坡，嚴谷英一帶著文件改乘飛機回日本，而伊-29號繼續航行。但伊-29號在回日本途中被美軍擊沉，所携带的Me 163戰鬥機、對空雷達等從德國人手上換回的物資一起沉落海底，日本人只能依靠嚴谷英一手上的技术資料研製秋水火箭战斗机，之后在1945年7月，样机成功试飞。

## 基本資料
- 機長：6.03米
- 翼展：9.47米
- 機高：2.68米
- 空重：1,445公斤
- 載重：3,000公斤

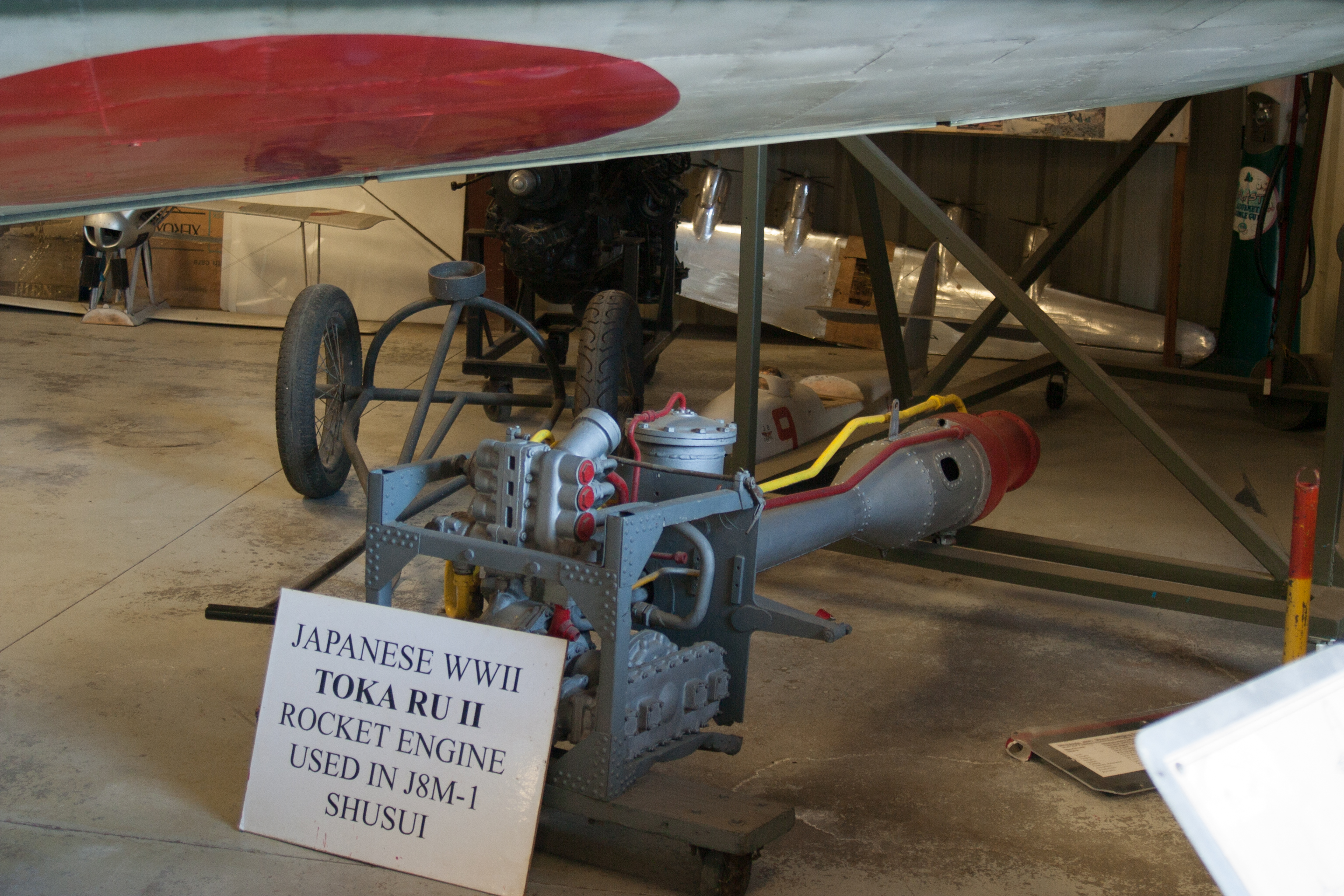
秋水火箭機的動力就是圖中的特呂二號火箭發動機，其工作時間只有5分30秒，之後秋水火箭機就會以慣性向前飛行直至動能完全被空氣阻力消耗為止

- 發動機：一部特呂二號火箭發動機(推力=14.7kN)
- 發動機工作時限：5分30秒
- 最快時速：900公里/小時(在10,000米高空)
- 升限：12,000米
- 武裝：2挺30毫米口徑五式機炮
- 乘員：1人

## 設計特點

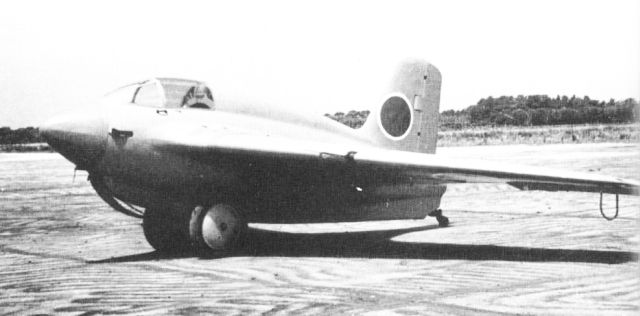
秋草無動力滑翔機

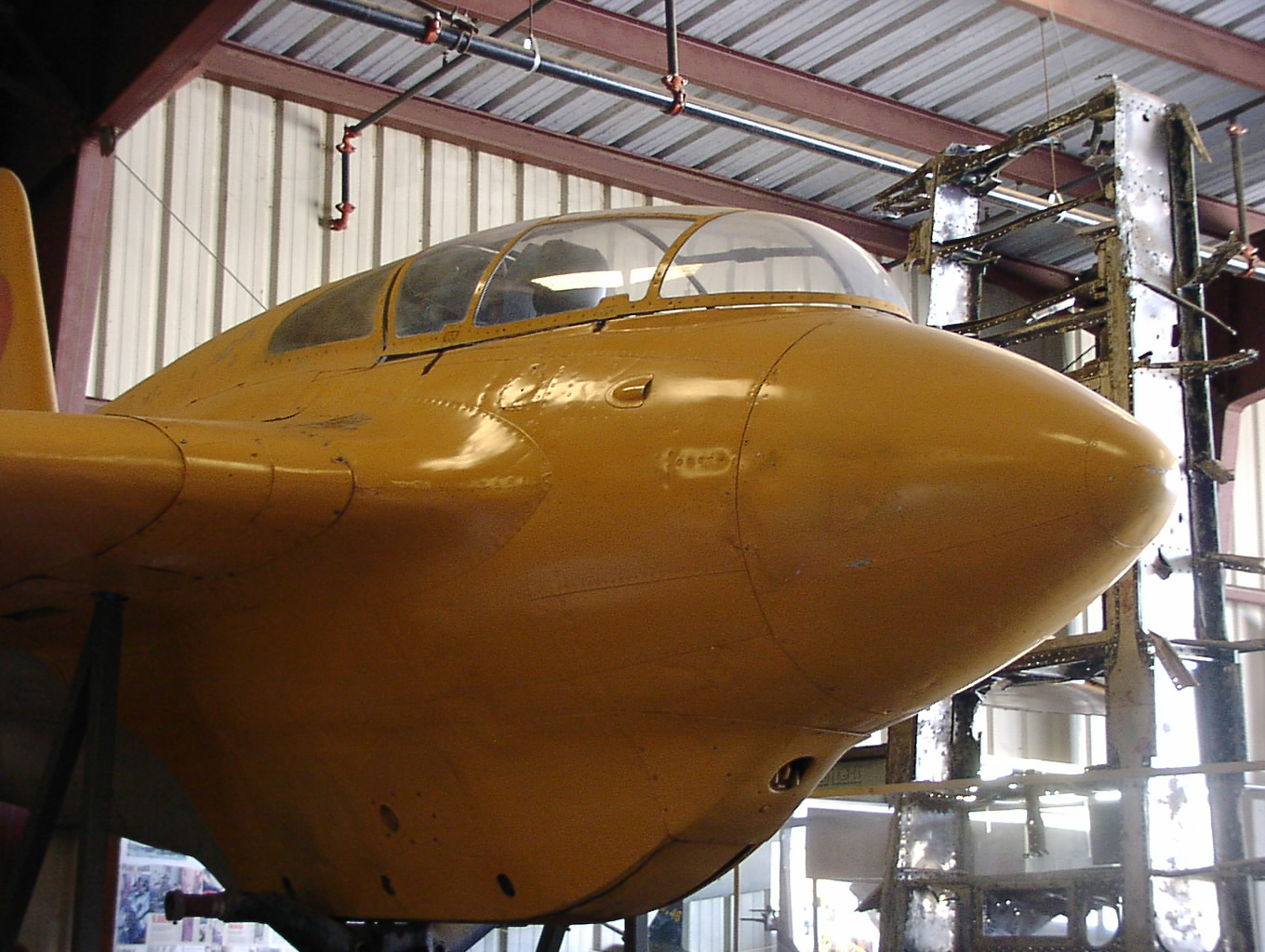
秋水火箭機的座艙擋風玻璃比德國Me-163面積較大而且有框條

本機的機體由三菱重工进行设计。它的外形与Me 163相似，但因為取消了防彈裝甲所以重量減輕了450公斤，並去除了機頭的風力發電機改用充電池向机内电子设备供電，全機主要以木作為材料，祇有結構特別需要加強或耐高溫才使用鋼鐵或不鏽鋼。
首先制造出來的是無動力的秋草訓練滑翔機，1944年12月26日在百里原機場由大塚豐彥海軍大尉試飛成功。1945年1月8日，注滿了与飞机等重燃料的秋草滑翔機也由大塚大尉試飛成功，這時它被命名為秋水。
在此同時，日本陸軍也成功仿製出其使用的火箭發動機，其工作时燃料反应化學方程式如下:
CH3OH(aq)+2H2O2(aq)  →  H2(g)+CO2(g)+3H2O(g)
化合物：
CH3OH(aq)=甲醇
H2O2(aq)=過氧化氫
生成物：
H2(g)=氫氣
CO2=二氧化碳
H2O(g)=水蒸汽
由以上的化學方程式可見到會生成水蒸汽，也就是所謂火箭機其實是由水蒸汽推動，所以，不論是秋水或是Me 163在動力飛行時都會在其後方有一條白色尾巴，日本仿製型被稱為特呂二型，其燃燒室是雙層的，作為燃料之一的甲醇會首先流過外層以起冷卻作用，其工作時間只有5分30秒，之後秋水火箭機就會以慣性向前飛行直至動能完全被空氣阻力消耗為止，它與其原型瓦尔特HWK 509相比推力較低（特呂二型祗能產生14700牛頓推力而德國原型HWK 509可產生16856牛頓推力），日本人生產的特呂二型也比德國原廠貨危險，因為一來日本人的工藝比德國人差，二來二戰末期的日本也比德國更缺乏品質良好的材料，日本人用普通鎳鋼製造特呂二型而德國人用鎳錳合金鋼，因此結構強度較差，日本人唯有把標準定為祇要能工作超過2分鐘就算品質合格。
為了餵養這部火箭發動機，秋水駕駛艙後方和飛行員雙腳之間都是甲燃料（過氧化氫）箱，機翼整個都是乙燃料（甲醇）箱，這些燃料箱和飛行員之間並無任何分隔，燃料一旦泄漏就會對飛行員構成危險。
秋水火箭機的座艙擋風玻璃比德國Me-163大且有框條。

## 秋水試飛

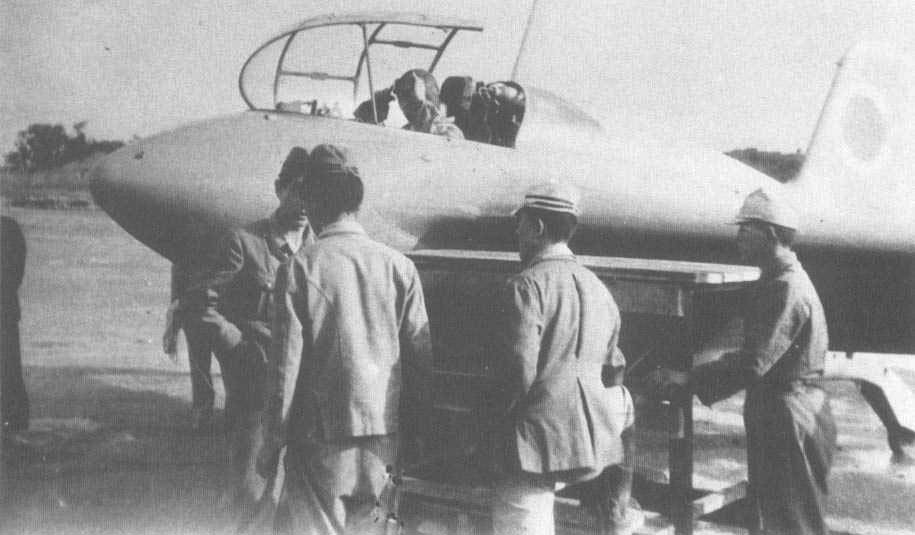
秋水試飛

1945年7月7日，在橫須賀海軍航空隊追濱機場，秋水1號機又由大塚大尉駕駛起飛。正當地面上為之歡呼時，秋水1號的發動機噴出黑煙，在爆裂聲後熄火。當時大塚大尉没有立即在海上迫降，而是利用先前的發動機推力的慣性繼續飛行。正當大塚大尉想轉彎以準備在機場降落時，却因為高度太低，而导致機翼撞到機場塔台，秋水1號機就此墜毀，大塚大尉也傷重不治。
事後發現，因為燃料箱設計失當，當飛機以大迎角爬昇後難以繼續向發動機提供燃料，因而引擎熄火。其后，秋水2號機（也就是陸軍Ki-200的原型機）又因為燃料爆炸而被毀，再之後因為要解決這兩次意外中的技術難題，秋水暫停試飛，至於日本陸軍對此更失敗，1945年8月10日利用秋草滑翔機試飛但結果機毀而試飛員重傷，直至1945年8月15日日本宣佈向同盟國無條件投降。

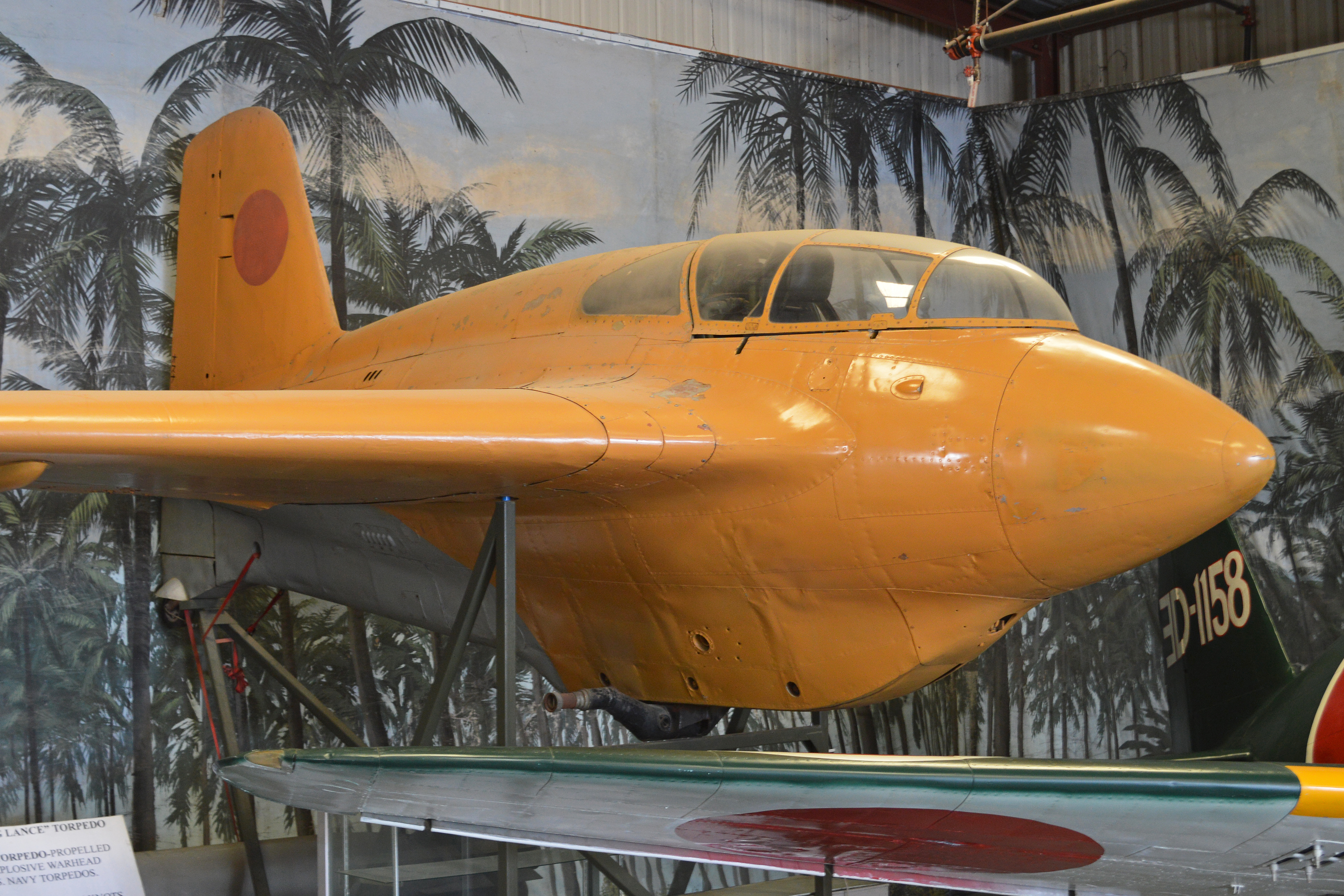
在美國加州奇諾航空博物館展出的秋水火箭戰鬥機

至此，日本人總共製造出4架秋水J8M和一架秋水Ki-200，還有60架秋草滑翔機，另外還有7架未完成機體，二戰後，美國人帶走了其中一架已完工的秋水J8M，此機現被放在美國加州奇諾航空博物館，另一架未完成機體在1961年被日本人發現在杉田工廠的洞庫內，此機之後被送往三菱重工業作進一步完工，現在此機在三菱小牧南工廠的博物館裡展出。

## 原本的使用構想

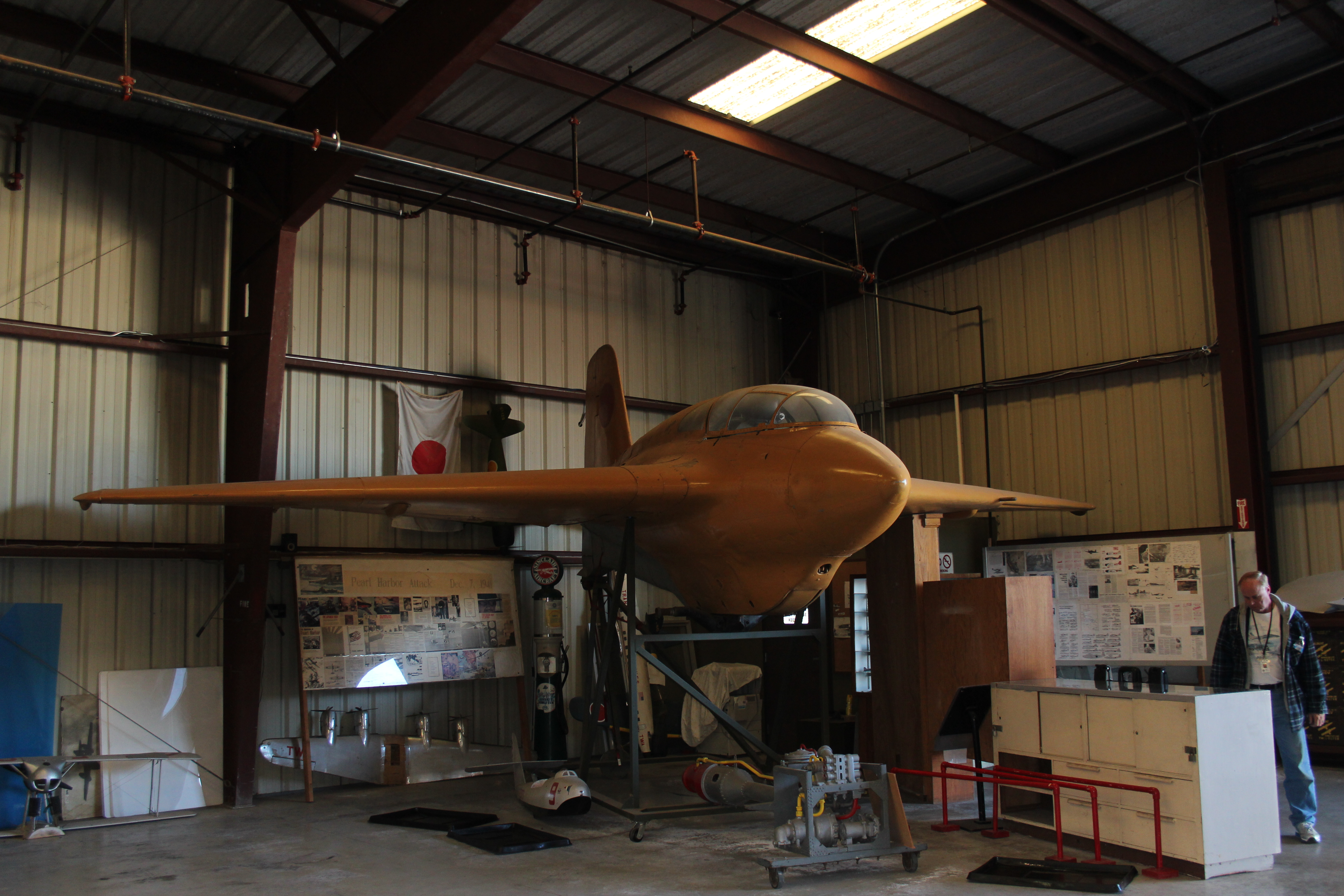
秋水火箭戰鬥機

若一切順利的話，按原计划秋水火箭機會由日本海軍第312、322和362航空隊以及陸軍第70飛行戰隊接收使用，為此還專門培訓了800名飛行員，秋水戰鬥機部隊的總指揮官，海軍的話是柴田武雄大佐。
本機實戰術也和Me-163一樣利用速度優勢採用「一擊脱離」戰術攻擊美軍轟炸機，首先從地面上高速爬升並拋棄那巨大的機輪，再從下方向美軍B-29超級堡壘轟炸機的機底開火，再飛到美軍轟炸機上方再向下作俯衝攻擊，在攻擊得手後以其動力慣性飛行逃走（因為此時火箭發動機已停止工作），最後用機底凸出的部份在跑道上滑行，但這種戰術很快就被放棄，因為根據歐洲戰場的經驗，由於火箭機速度太快，每次能向目標瞄準開火的時間極短，要求飛行員在極短時間內用機炮擊落有重裝甲保護的美軍重型B-29轟炸機幾乎不可能。故改為掛载兩個三式燃燒彈再飛入美軍轟炸機群後引爆，利用爆炸的爆風和碎片去炸毀敵機，但這樣其實是和敵機同歸於盡的自殺攻擊，把秋水由載人戰鬥機變成載人防空飛彈。

## 原本構想的改良型
原本日本三菱重工業還想推出這兩種改良型:
- J8M2--減少一門機炮以減重或增加燃料量
- J8M3--類似德國人的Me 163C，加大尺寸以能載更多燃料，延長發動機工作時間，增加航程

至於陸軍方面也提出的對秋水的改良方案，稱為「秋水改」，戰敗前無實機被生產出來。

## 使用國家
- 日本

## 外部連結
- WWII Animations: Ki-200 intercepts a B-29 raid over Japan. 1945 （页面存档备份，存于）